# Municipio de Holland (condado de Ottawa)
El municipio de Holland (en inglés: Holland Township) es un municipio ubicado en el condado de Ottawa en el estado estadounidense de Míchigan. En el año 2010 tenía una población de 35636 habitantes y una densidad poblacional de 500,62 personas por km².

## Geografía
El municipio de Holland se encuentra ubicado en las coordenadas 42°49′10″N 86°4′36″O / 42.81944, -86.07667. Según la Oficina del Censo de los Estados Unidos, el municipio tiene una superficie total de 71.18 km², de la cual 70 km² corresponden a tierra firme y (1.66%) 1.18 km² es agua.

## Demografía
Según el censo de 2010, había 35636 personas residiendo en el municipio de Holland. La densidad de población era de 500,62 hab./km². De los 35636 habitantes, el municipio de Holland estaba compuesto por el 73.47% blancos, el 2.61% eran afroamericanos, el 0.52% eran amerindios, el 9.39% eran asiáticos, el 0.02% eran isleños del Pacífico, el 10.57% eran de otras razas y el 3.42% pertenecían a dos o más razas. Del total de la población el 23.42% eran hispanos o latinos de cualquier raza.